# Ernst-Hugo Järegård
Ernst-Hugo Järegård (født 12. december 1928 i Ystad, død 6. september 1998 på Lidingö, Sverige) var en svensk skuespiller.
Han blev født som Ernst-Hugo Alfred Järegård i Ystad i Skåne.
Järegård medvirkede i ca. 20 film og flere end 40 tv-produktioner, men hans virkelige hjem var på scenen. Blandt hans mest bemærkelsesværdige teaterroller kan nævnes Estragon i Samuel Becketts Mens vi venter på Godot, titelrollen i Molières Tartuffe og Hjalmar Ekdal i Henrik Ibsens Vildanden (i Ingmar Bergmans instruktion på Dramaten i Stockholm).
For Lars von Trier havde Järegård først en birolle i filmen Europa, hvorefter von Trier og Niels Vørsel skrev den store rolle som den koleriske, svenske overlæge Stig Helmer i tv-serien Riget direkte til Järegård. Järegård modtog i 1995 både en Robert og en Bodilpris for bedste mandlige hovedrolle for sin medvirken i tv-serien. Hans død kan være årsagen til at Lars von Trier opgav at fortsætte Riget.[kilde mangler]
Han blev både beundret og karikeret for sin ekspressive spillestil. Nogle opfattede ham som krukket og for meget, men med sin stærke udstråling havde han publikum i sin hule hånd. Han anses af mange for at være blandt sin generations største svenske skuespillere.
I midten af 1980'erne spillede han hovedrolle og drabsmand i tre af de fire meget ometaltræthed TV-film for daværende SR-TV i Malmø, i den historiske serie Skånska mord. Veberödsmannen (En mand, der i begyndelsen af 1900-tallet købte møller op og brændte dem, med henblik på at begå forsikringsunderslæb. Han dræbte også to personer), Esarparen (En mand der i 1930'erne blev anklaget og dømt, for drab på sin kone. I 1950'erne blev han dog frikendt) og Hurvamannen (En skånsk politimand der i 1950'erne myrdede flere unge kvinder). I den fjerde TV-film, Yngsjömordet var morderne en kvinde og hendes søn. Og da Ernst-Hugo hverken var kvinde eller ung mand, brugtes andre skuespillere i stedet.
Han døde 6. september 1998 på Lidingö ved Stockholm.

## Udvalgt filmografi
- Er svenskerne sådan (1964)
- Het snö (1968)
- Frida och hennes vän (tv-serie, 1970)
- Pråsen (1974)
- En håndfuld kærlighed (1974)
- Slip fangerne løs, det er forår! (1975)
- Chez Nous (1978)
- Pelle Haleløs (animationsfilm, 1981)
- Pelle Haleløs i Amerikat (animationsfilm, 1985)
- Bryllupsfesten (1989)
- Europa (1991)
- Den gode vilje (1992)
- Slangebøssen (1993)
- Det bli'r i familien (1993)
- Riget (tv-serie, 1994-1997)

## Priser og udmærkelser
Järegård har modtaget en række priser:[kilde mangler]
- 1967 – Svenska Dagbladets Thaliapris
- 1968 – Ystads kommuns kulturpris
- 1969 – Gösta Ekman-stipendiet
- 1969 – Svenska teaterkritikers förenings teaterpris
- 1969 – Årets Skåning
- 1975 – O'Neill-stipendiet
- 1978 – Sydsvenska Dagbladets kulturpris
- 1982 – Litteris et Artibus
- 1991 – Piratenpriset
- 1995 – Svenska Akademiens teaterpris
- 1995 – Bodilprisen for bedste mandlige hovedrolle
- 1995 – Robert for årets mandlige hovedrolle